# Signos de puntuación iniciales
El signo de interrogación inicial (¿) y el signo de exclamación o admiración inicial (¡) son dos signos de puntuación usados para comenzar oraciones o cláusulas interrogativas y exclamativas respectivamente y son característicos únicamente del idioma español, así como de los idiomas warayas o samareñas (habladas en Sámar, Filipinas), que tienen vínculos culturales con el español y por influencia de este. También se pueden combinar de varias maneras para expresar la combinación de una pregunta y sorpresa o incredulidad (¿¡!?). Se combinan con el signo de exclamación (o admiración) y interrogación al final de la oración o cláusula, los cuales están invertidos y sí se usan en el resto de idiomas (?, !). Los signos de puntuación de apertura siempre tienen un signo de cierre equivalente. A diferencia de los signos de puntuación finales, los signos de puntuación iniciales se escriben como asta descendente de la línea de base.
El signo de interrogación inicial (¿) fue recomendado por la Real Academia Española en 1753 y el signo de exclamación o admiración inicial (¡) en 1754, sobre todo en frases largas. Esto es porque en otros idiomas, como el inglés, la estructura sintáctica cambia dependiendo de si se trata de una afirmación o interrogación, por ejemplo: I can tell you («te lo puedo decir») vs. Can I tell you? («¿te lo puedo decir?»), mientras que en español la estructura permanece idéntica, por lo que un lector no sabría hasta el final si se trata de una oración afirmativa o interrogativa. Al no precisarse cuándo una frase es corta y cuándo es larga, la RAE decidió zanjar el asunto estableciendo los signos iniciales como obligatorios.
En informática, las marcas invertidas son compatibles con varios estándares, incluidos ISO-8859-1, Unicode y HTML. Se pueden ingresar directamente en teclados diseñados para países de habla hispana, o mediante métodos alternativos en otros teclados.

## Uso

El logo de la campaña para el congreso de Alexandria Ocasio-Cortez incluye una exclamación de apertura como referencia a la lengua española.

El signo de interrogación invertido se adoptó después de la decisión de la Real Academia, publicada en la segunda edición de la Ortografía de la lengua castellana de 1754,recomendándola como el símbolo que indica el comienzo de una pregunta por escrito. La Real Academia también ordenó el mismo sistema de símbolos invertidos para las declaraciones de exclamación, usando los símbolos ¡ y !; esto ayuda a reconocer preguntas y exclamaciones en oraciones largas. Estas nuevas reglas se adoptaron lentamente; existen libros del siglo XIX en los que el escritor no usa ¡ ni ¿.
En oraciones que son primero declarativas y luego interrogativas (o al revés), la cláusula interrogativa se aísla con el signo de interrogación inicial, por ejemplo: «Si no puedes ir con ellos, ¿quieres ir con nosotros?» (se considera una misma oración).
Algunos escritores omiten el signo de interrogación inicial en el caso de una breve pregunta como: «Quién viene?», aunque esto es técnicamente incorrecto según la RAE. Esto es el criterio general en el gallego y el catalán. Algunos filólogos de la lengua catalana, como Joan Solà i Cortassa, insisten en que los signos de interrogación iniciales se utilicen para mayor claridad, aunque esto es desestimado por el Institut d'Estudis Catalans en su intento de no influenciarse del castellano.
Es común en Internet y la mensajería instantánea actual usar solo ? como símbolo final para una pregunta, ya que ahorra tiempo de escritura. Se usan múltiples símbolos de cierre para enfatizar: «Por qué dices eso??». Los hispanohablantes estadounidenses (o en otros países donde no es fácil encontrar teclados con los símbolos ¿ y ¡) también pueden usar el símbolo final tanto para el principio como para el final, por ejemplo: «?Por qué dices eso?». También pueden usar una i minúscula para reemplazar el signo de exclamación inicial, por ejemplo: «iNo haré nada!». Dado el entorno informal, esto podría no ser importante; sin embargo, los maestros ven esto como un problema, temiendo y afirmando que los jóvenes contemporáneos están extendiendo la práctica de manera inapropiada e incorrecta a la tarea académica y los ensayos.[cita requerida]

## En inglés
En 1668, el religioso y naturalista inglés, John Wilkins propuso utilizar el signo de exclamación o admiración invertido al final de una oración para denotar ironía. Era uno de los muchos, incluido Erasmo de Róterdam, que sentía que era necesario un signo de puntuación, pero la propuesta de Wilkins, como era el caso de los otros intentos, no se concretó.

## Mezclas
Es aceptable en español comenzar una oración con ¡ y terminarlo con ? o viceversa, para declaraciones que son preguntas pero que también tienen un claro sentido de exclamación. o sorpresa como: «¡Y tú quién te crees que eres?». Aunque normalmente, se usan los cuatro signos: «¡¡Y tú quién te crees!!» / «¿¡Y tú quién te crees!?» / «¿¿Y tú quién te crees??» / «¡¿Y tú quién te crees?!»
Unicode 5.1 también incluye ⸘ (U+2E18), que es una versión invertida del interrobang o exclarrogativo ‽, un signo de puntuación no estándar.

### Codificación
Tanto ¡ como ¿ se encuentran en la tabla de caracteres Unicode Latin-1 Supplement, heredados del ISO-8859-1. El código Unicode de ¡ es U+00A1 (&#161;) y de HTML es &iexcl;. El código Unicode de ¿ es U+00BF (&#161;) y de HTML es &iquest;. En ambos casos, la i hace referencia a inverted («invertido»).

### Método de entrada

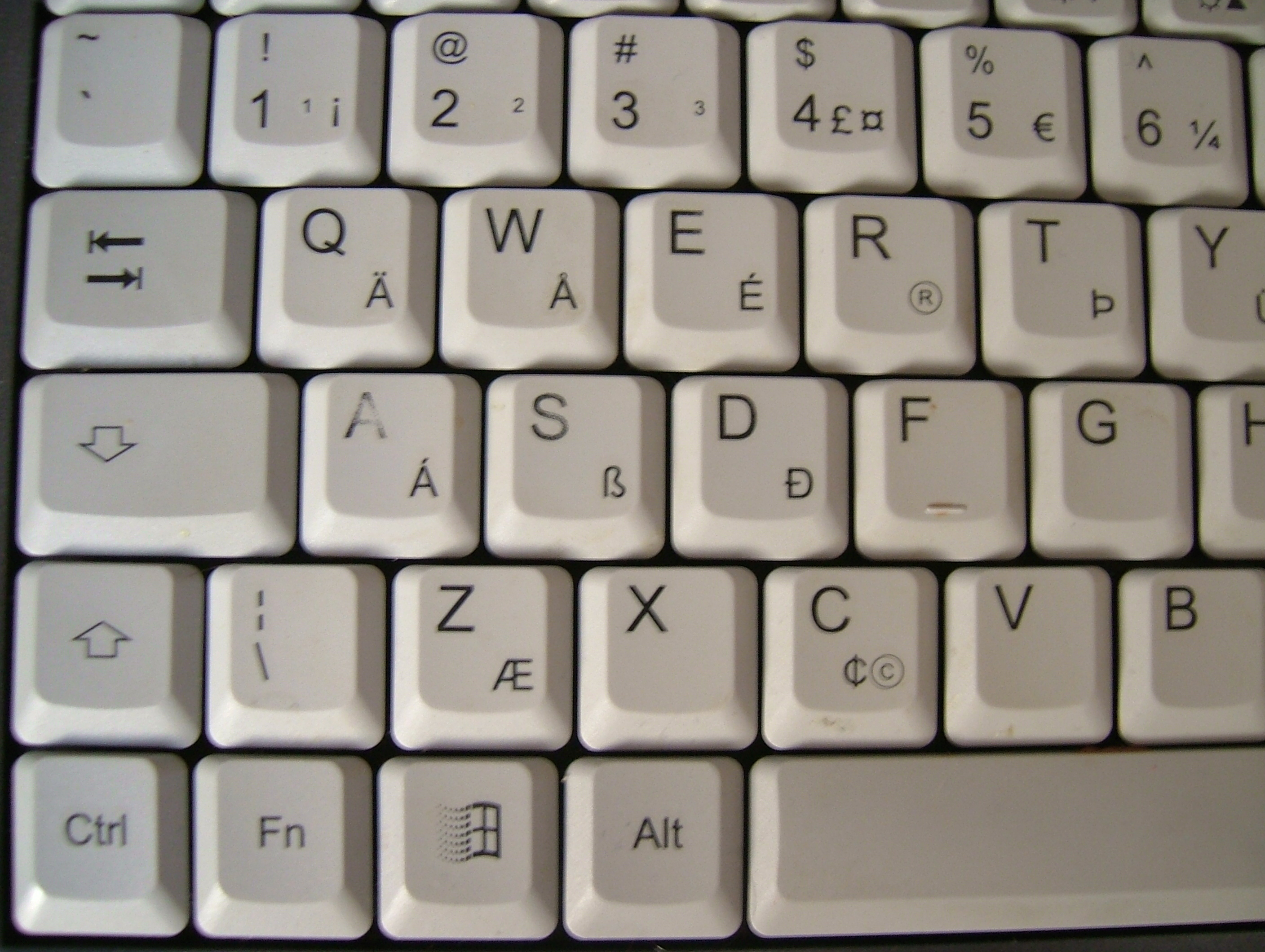
Se puede acceder al carácter ¡ usando en un teclado moderno internacional de EE. UU. (teclado QWERTY). También está disponible con un teclado estándar de EE. UU. al cambiar a la distribución de teclado internacional.

#### Microsoft Windows
El símbolo ¿ está disponible en todos los diseños de teclado para países de habla hispana.
Los usuarios de teclados en inglés con Microsoft Windows pueden obtener ¿  utilizando el método del código Alt manteniendo presionada la tecla Alt y presionando 0191 o cualquier múltiplo de 256 + 168 en el teclado numérico y el signo ¡ con el código del teclado numérico 0161 o 173. En Microsoft Word, la pregunta invertida y los signos de exclamación se pueden escribir manteniendo presionadas las teclas Ctrl, Alt y Mayús mientras se escribe una pregunta normal o un signo de exclamación, o si se escribe cualquier marca en el comienzo de la oración en el modo de idioma español.
Los usuarios de Windows con una distribución de teclado estadounidense pueden cambiar a la distribución internacional de EE. UU. Entre otros cambios, esto convierte la tecla Alt a la derecha de la barra espaciadora en la tecla Alt Gr (gráficos), mientras que la tecla left Alt permanece sin cambios. Cuando se mantiene presionada la tecla right Alt y se presionan otras teclas, la combinación produce otros caracteres que no se encuentran en el teclado estándar de EE. UU. Por ejemplo, la combinación de teclas right Alt+1 produce un signo de exclamación invertido, mientras que right Alt+/ produce los signos de interrogación invertidos.

#### GNU / Linux
En un teclado internacional de EE. UU., los símbolos ¡ y ¿ se pueden hacer de la misma manera que se describe para Microsoft Windows, es decir, presionando right Alt+1 y right Alt+/, respectivamente. Muchos programas también aceptan entradas de puntos de código Unicode, que se pueden ingresar con cualquier configuración de teclado siempre que el software de destino admita la función: presionando Ctrl+⇧Shift+U , escriba A1 para ¡ o BF para ¿, y presione ↵ Enter para confirmar. A1 y BF son los puntos de código Unicode hexadecimales para los caracteres dados y cualquier carácter se puede buscar en la tabla Unicode y escribir de esta manera.
En el Sistema de ventanas X (que utiliza la gran mayoría de los sistemas de escritorio GNU / Linux con interfaz gráfica), se puede ingresar utilizando el mecanismo de tecla estándar Compose como Compose+!+! y Compose+?+?, respectivamente.

#### macOS
En macOS (o cuando se usa la distribución de teclado US International / us-intl en Windows y Linux), se puede ingresar ¡ y ¿ presionando Alt ⌥+1 ⇧Shift+Alt ⌥+/ respectivamente. Con una tecla compuesta, por ejemplo, ⇧ Mayús izquierda + Ctrl derecha, se pueden ingresar presionando la tecla de composición ! o ? dos veces. Y para los teclados AZERTY, el atajo es: Fn+Alt+! (número 8).

#### LaTeX
En los documentos de LaTeX, ¿ se escribe como ?` (signo de interrogación, retroceso) o \textquestiondown, y ¡ como !` (signo de exclamación, retroceso) o \textexclamdown. (Esto puede requerir incluir \usepackage[utf8] {inputenc} en la parte superior del documento). XeLaTeX y LuaLaTeX tienen soporte completo para Unicode, y pueden ingresarse caracteres literales ¿ y ¡.

### Uso en nombres de archivos
En Windows, un signo de interrogación inicial es válido en un nombre de archivo o directorio, mientras que el signo de interrogación final es un carácter reservado que no se puede usar de esta manera.